# Paul Troger
Paul Troger (Welsberg, 30 de outubro de 1698 - Viena, 20 de julho de 1762) foi um pintor, desenhista e gravurista da Áustria, um dos nomes mais importantes do Rococó germânico.
Com 16 anos recebeu o patronato da família Von Firmian, viajando para a Itália e tornando-se aluno de Giuseppe Alberti. Em 1722 o príncipe-bispo de Gurk o enviou para Veneza, onde descobriu os trabalhos de Giovanni Battista Piazzetta e Giovanni Battista Pittoni. Em Roma, estudou com Sebastiano Ricci, em Nápoles com Francesco Solimena e em Bolonha com os mais importantes nomes da Itália central. Também recebeu a influência de Caracci, Luca Giordano e Giuseppe Maria Crespi.
Volatando à Áustria, iniciou a trabalhar em Salzburgo, passando depois para Viena. Tornou-se o pintor favorito na Baixa Áustria para decoração de interiores em afresco, em colaboração com o arquiteto Josef Munggenast. Em 1754 ingressou na Academia de Arte de Viena.
Seu estilo dominou a pintura austríaca até o fim do século XVIII, e foi uma forte influência para Franz Anton Maulbertsch, Josef Ignaz Mildorfer, Franz Sigrist, Johann Wenzel Bergl e Franz Karl Palko.